# Poésies I
Poésies I est un court texte écrit par et sous le nom Isidore Ducasse, lequel avait utilisé le pseudonyme de Comte de Lautréamont pour Les Chants de Maldoror : cette plaquette est publiée en 1870, juste avant la mort de l'auteur.

## Développement du projet
Isidore Ducasse avait déjà fait publier Les Chants de Maldoror, d'abord le Chant Premier en France mais anonymement, puis l'ensemble du texte en Belgique sous le pseudonyme de Comte de Lautréamont. Il entame alors le projet de ces Poésies qu'il choisit de signer de son patronyme, projet dont il n'aura le temps d'écrire que deux fascicules, publiés dans son quartier, à la Librairie Gabrie, passage Verdeau, juste avant sa mort.
Poésies I, malgré son titre, n'est pas un recueil en vers, ni même de poèmes en prose au sens courant du terme. Il s'agit d'un recueil d'aphorismes concernant la poésie, la morale et les émotions en général, souvent écrits de manière violente et frappante. Ducasse reprend la verve puissante qu'on trouvait notamment dans les journaux de Baudelaire, dont Mon cœur mis à nu.

## Points de vue littéraires
Ducasse cite de nombreux auteurs de son siècle, mais aussi des siècles passés. Il y montre son mépris pour Alexandre Dumas Fils, mais aussi, dans une moindre mesure, pour George Sand, Jean-Jacques Rousseau, Lamartine, Eschyle, Balzac, et pour Victor Hugo en tant que romancier (bien qu'il admire le poète). De manière générale, Ducasse marque son mépris pour le roman et son amour de la poésie. Ceci pourrait expliquer le titre du recueil.

### Édition moderne
- Jean-Luc Steinmetz, Lautréamont, Œuvres Complètes, Paris, Gallimard, coll. « La Pléiade », 2009, 796 p. (ISBN 978-2-07-011914-1)
- Lautréamont, Poésies 1 & 2, Paris, Allia, 2016, 80 p. (ISBN 979-10-304-0155-4)

### Ouvrages généraux
- Leyla Perrone-Moisés et Emir Rodríguez Monegal, Lautréamont, l’identité culturelle
- Peter Dayan, Lautréamont et Sand
- Michel Teston, Lautréamont : Névrose et christianisme dans l’œuvre du poète
- Michel Pierssens, Ducasse et Lautréamont : l’envers et l’endroit
- François Caradec, Isidore Ducasse, comte de Lautréamont, Paris, Gallimard, coll. « Idées/Gallimard », 1975
- Gaston Bachelard, Lautréamont, éditions José Corti, 1983,  (ISBN 978-2714300331)

### Critiques et analyses
- Valery Larbaud, Les Poésies d'Isidore Ducasse, Paris, La Phalange, 20 février 1914
Cité parmi les Lectures de Lautréamont, Œuvres Complètes, 2009, p. 355-364